# Thriller (pesma)
Thriller je pesma američkog izvođača Majkla Džeksona sa njegovog šestog studijskog albuma „Thriller“. Izdata je 23. januara 1984. godine od strane Epik rekordsa kao sedmi i poslednji singl sa albuma. Pesma se nalazi na mnogim Džeksonovim kompilacijama poput „HIStory: Past, Present and Future, Book I“ (1995), „Number Ones“ (2003) i „This Is It“ (2009). Napisao ju je Rod Temperton dok su je producirali Džekson i Kvinsi Džons. „Thriller“, u čijoj je produkciji učestvovao i glumac Vinsent Prajs, prvobitno se nazivala „Starlight“.
Muzički, „Thriller“ je fank i disko pesma. Jedni od upotrebljenih instrumenata jesu bas instrumenti i sintesajzer. U njoj, zvučni efekti poput škripe vrata, grmljavine, vetra i vukova dok zavijaju se mogu čuti. Tekst se bavi mračnim temama. „Thriller“ je pozitivno ocenjena od strane muzičkih kritičara iako je bila u drugom planu zbog svog muzičkog spota. Komercijalno uspešna širom sveta, postala je Džeksonov sedmi singl sa albuma koji se našao među deset najprodavanijih na listi „Bilbord hot 100“. Uglavnom plasirajući se među prvih deset, zauzela je prvo mesto u Belgiji i u Francuskoj.
Pesma je promovisana izuzetno uspešnim muzičkim spotom poznatim kao Michael Jackson's Thriller. Četrnaestominutni kratki film, znatno duži od pesme, inspirisan je horor filmovima iz pedesetih godina dvadesetog veka. U najprepoznatljivijoj sceni spota, Džekson predvodi ostale glumce obučene kao zombiji izvodeći plesačku rutinu. Uprkos tome što je negativno kritikovan zbog okultizma i scena nasilja koje prikazuje, spot je brzo postao popularan da bi kasnije bio odlikovan velikim kritičkim priznanjima, bivajući nominovan za šest „MTV video muzičkih nagrada“ 1984. godine od kojih je osvojio tri. Od svog izdanja, Thriller je često imenovan najvećim muzičkim spotom svih vremena. Godine 2009, spot je postao prvi ikada koji je uvršten u Kongresnu biblioteku.

## Pozadina
„Thriller“ je napisao Rod Temperton dok su je producirali Majkl Džekson i Kvinsi Džons. Pesma je prvobitno imala naslov „Starlight“ a ne „Starlight Love“ kako se navodilo u javnosti. Dok je imala naziv „Starlight“, njen refren je glasio „Starlight! Starlight sun...“ da bi kasnije kada je preimenovana u „Thriller“ zvučao „Thriller! In the night...“
Dok je pisao „Thriller“, Temperton je govorio da zamišlja naraciju kojom će se pesma završiti ali i da ne zna tačno čemu bi mu služila. Odlučio je da pozove nekoga sa prepoznatljivim glasom koji bi u stilu horor žanra odradio vokale. Džonsova žena, Pegi Lipton, koja je poznavala Vinsenta Prajsa, predložila ga je za taj završni deo što je kasnije prihvatio i sam Prajs.

## Snimanje
Džekson je snimio „Thriller“ 1982. godine u roku od osam nedelja, zajedno sa drugim pesmama sa albuma, u „Vestlejk rikording“ studijima u Los Anđelesu, Kalifornija. O snimanju, inženjer Brus Svedijen je izjavio:
Svedijen i Džons su izjavili da je Vinsent Prajs snimio svoje delove za pesmu iz dva puta. Džons smatra da je snimanje narativnih delova pesama teško zbog čega je pohvalio Prajsa nazvavši njegovo snimanje legendarnim. Svedijen je rekao: „Pokušao sam sve moguće sa Majklom. Na primer, kada bi otpevao glavni vokalni deo, tada bismo ga udvostručili. Onda bih ga zamolio da se odmakne jedan korak od mikrofona i ponovili bismo postupak. To je stvarno menjalo akustiku u prostoriji i davalo je Majklovim vokalima jedinstven karakter. Neke od tih pratećih vokala smo snimili u tuš kabinama u Vestlejku.“

## Kompozicija
„Thriller“ je fank i disko pesma. Odsvirana je u ce-molu, instrumentima: sintesajzer, gitara, truba, flagelhorn, saksofon, flauta i trombon. Pesma je umerenog tempa od 120 otkucaja u minutu. Tekst i zvučni efekti u njoj sadrže elemente i teme straha. Kroz pesmu, efekti poput škripe vrata, grmljavine, hoda po daskama, vetra i zavijajućih vukova se mogu čuti. Brus Kenon, koji je bio zadužen za zvučne efekte pesme, izjavio je: „Stvari poput munje mogu biti iskorišćeni iz starih holivudskih filmova, nikada nećemo znati kojih, ali najbolji inženjeri za zvučne efekte mogu otići u pustinju i naći kojota, tako da imam osećaj da je to bilo pravo zavijanje.“

## Kritički prijem
„Thriller“ je pozitivno ocenjena od strane savremenih muzičkih kritičara. Ešli Lasimon je istakla da je pomenuta pesma postala Džeksonovo obeležje opisavši je ogromnim singlom. Džon Perles, iz „Njujork Tajmsa“, napisao je da je „Thriller“ jedna od numera koja je napravila istoimeni album svetskim delom zajedno sa Džeksonovim nastupima i spotovima.
En Pauvers, iz „Los Anđeles Tajmsa“, napisala je da se radi o pesmi čiji stihovi kao da su izvučeni iz dnevnika uplašenog deteta. Nakon Džeksonove smrti, AOL radio je objavio listu deset najboljih Džeksonovih pesama na kojoj je „Thriller“ na prvom mestu. Godine 2009, Melisa Kabrera, sa pomenute radio stanice, uvrstila je „Thriller“ na četvrto mesto spiska „Sto najboljih pesama osamdesetih“. Njen kolega, Elio Glejzer, postavio je pesmu na prvu poziciju liste „Najboljih pesama iz 1984. godine“. „Thriller“ je takođe zauzeo druga mesta listi „Najboljih pesama za Noć veštica“ i „Najboljih pesama za žurke“ koje je sastavio „Bilbord“ magazin..

## Komercijalni nastup
Pre zvaničnog objavljivanja, „Thriller“ se našla na top-listama i to na prvom mestu „Bilbordovih“ dens i klupskih singlova 1983. Izdata 23. januara 1984, „Thriller“ je postala Džeksonov sedmi i poslednji singl sa albuma koji je bio među deset najprodavanijih na listi „Bilbord hot 100“. Tokom druge nedelje od izlaska, singl je bio na dvadesetom mestu da bi među prvih deset ušao sledeće nedelje i to kao broj sedam. Naredne sedmice dosegao je i četvrtu poziciju koja će se ispostaviti njegovom najvišom. „Thriller“ je odlikovan prvo zlatnim tiražom za prodaju od oko petsto hiljada kopija a zatim i platinastim tiražom 4. decembra 1989. u Sjedinjenim Državama za prodaju od oko milion primeraka. Ukupan broj prodatih kopija preko interneta u Sjedinjenim Državama do marta 2012. je tri miliona.
Februara 25. 1984, „“ je bio na poziciji broj devetnaest liste ritam i bluz i hip hop pesama da bi sedam dana kasnije bio broj pet. Desetog marta iste godine popeo se za još dva mesta. Na listi takozvanih modernih singlova bio je na 24. mestu. „Thriller“ je debitovao u Ujedinjenom Kraljevstvu 19. novembra 1983. gde je sledeće sedmice bio na desetom mestu. Sa spiska najprodavanijih u Ujedinjenom Kraljevtsvu ispao je nakon dvadeset i pet nedelja. Počevši 5. februara 1984, „“ je bio na čelu singlova u Francuskoj skoro mesec dana. Bio je dve sedmice na vrhu i u Belgiji u januaru iste godine.
Posle Džeksonove smrti, njegova muzika je ponovo doživela popularnost. U sedmici njegove smrti, „Thriller“ je bio pevačev najprodavaniji singl u Sjedinjenim Državama sa oko 167 hiljada kopija prodatih digitalnim preuzimanjem. „Thriller“ je 11. jula 2009. zauzeo drugo mesto „Bilbordovih“ digitalnih singlova i na toj listi je ostao još tri nedelje među prvih deset. U Ujedinjenom Kraljevstvu pesma je tokom prvih dana od Džeksonove smrti zauzela 23. poziciju da bi sledeće nedelje to uradila i sa dvanaestim mestom. U Italiji je 12. jula bila broj dva i za to je odlikovana zlatnim tiražom u toj zemlji. „“ je zauzela treća mesta u Australiji i u Švajcarskoj a u Španiji je bila na vrhu. Među prvih deset plasirala se i u Nemačkoj, Norverškoj i u Irskoj bivajući na devetom, sedmom i osmom mestu. „Thriller“ je zauzimala dvadeset i peto i jedanaesto mesto u Danskoj i u Finskoj. Godine 2013, pesma se ponovo našla na „Bilbord hot 100“ listi zauzevši četrdeset i drugo mesto.

## Muzički spot
Muzički spot, režiran od strane Džona Lendisa, snimljen je na različitim lokacijama u Njujorku i u Los Anđelesu. Nasuprot navodima u kojim se produkcijski budžet kretao između osamsto hiljada i milion dolara, Lendis je tvrdio da je spot načinjen za petsto hiljada američkih dolara. U intervju za MTV, Džekson je 11. decembra 1999. izjavio:
Spot pesme se našao na nekoliko video albuma: „Video Greatest Hits – HIStory“, „HIStory on Film, Volume II“, „Number Ones“, „Thriller 25“ i „Michael Jackson’s Vision“.
Nakon muzičkog spota, izašao je i četrdesetpetominutni dokumentarac koji prikazuje stvaranje i snimanje spota. Nazvan Making Michael Jackson’s Thriller, kao i spot, često je prikazivan na MTV jedno vreme i bio je najprodavaniji kućni video svih vremena, prodat u preko devet miliona kopija. MTV je platio 250 hiljada dolara za ekskluzivna prava da emituje dokumentarac, televizija Šoutajm 300 hiljada da bi prikazivala na svojoj kablovskoj, a izdavačka kuća Vestron čak pola miliona dolara prava za distribuiranje kasete na tržište.

### Koncept
Postavljen u 1950-tim, spot počinje osobom imena Majkl. Majkl i njegova neimenovana pratilja (koju igra Ola Rej) ostaju bez goriva u mračnom i šumskom predelu. Odlaze u šumu i zatim Majkl je pita da li bi ona htela da bude njegova devojka na šta ona pristaje i prima prsten od njega. U međuvremenu, on je upozorava da je drugačiji od ostalih momaka. Pun mesec se pojavljuje a Majkl se neobično ponaša da bi se zatim pretvorio u vukodlaka. Njegova devojka uspaničeno beži ali je vukodlak stiže, bacajući je na zemlju i režeći na nju uperuje svoje kandže prema njoj.
Scena se zatim premešta u bioskop savremenog doba u kom Majkl i njegova pratilja zajedno sa uzbuđenom publikom u stvari gledaju prethodno opisanu scenu iz filma nazvanog Triler. Majklova pratilja uplašena scenom napušta bioskop a Majkl ostavivši kokice neznancu pored, stiže je i govori joj da je u pitanju samo film. U to sledi ubeđivanje između njih dvoje u kom Majkl tvrdi da je ona bila uplašena za šta ona tvrdi da nije tačno.
Njih dvoje zatim šetaju ulicom dok je Majkl zadirkuje pevajući stihove pesme „Thriller“. Prolaze pored obližnjeg groblja sa kog nedugo zatim se uzdižu zombiji iz svojih sanduka a za to vreme se čuje naracija Vinsent Prajsa. Zombiji okružuju Majkla i njegovu pratilju plašeći ih da bi odjednom sam Majkl postao zombi. Zombiji se zatim udružuju i izvodeći pesmu „Thriller“ na čelu sa Majklom plaše njegovu pratilju. Tokom izvođenja refrena, Majkl je prikazan kao čovek. Prestravljena, njegova pratilja beži i biva saterana u ćošak jedne napuštene kuće. Majkl, iza kojeg su ostali zombiji, hvata je za gušu dok ona vrišti. Odjednom, ona se budi pored Majkla shvativši da je sve bio samo san. Majkl je smiruje i nudi joj da je odvede kući na šta ona ushićeno pristaje. Kako izlaze iz kuće, Majkl se okreće i posmatra prema kameri žutim strašnim očima dok se u pozadini čuje Prajs koji se jezivo smeje.

### Prijem
Lia Grinblat, „Entertejnment Vikli“, napisao je da svaki aspekt ovog četrnaestominutnog horor mjuzikla, u režiji Džona Lendisa, više je nego čuven, počev od Majklove crvene kožne jakne do plesa zombija i naracije Vinsenta Prajsa. Uprkos tome što je spot široko hvaljen, negativno je kritikovan zbog svog sadržaja. Godine 1984, preko dvesta muzičkih spotova prikazivanih na Muzičkoj televiziji ocenjeno je previše nasilnim od strane jednog američkog udruženja koji se bavi nasiljem na televiziji. „Thriller“ i Džeksonov duet sa Polom Makartnijem, „Say Say Say“ su se našli na tom spisku.
„Los Anđeles Tajms“ je citirao doktora Tomasa Radeckog, direktora pomenutog udruženja, koji je izjavio: „Nije teško zamisliti mlade gledaoce koji posle gledanja spota „Thriller“ kažu u sebi: „Čoveče, ako Majkl Džekson može da zastrašuje svoju devojku, što ne bih i ja mogao?“ Spot je nominovan sa šest nagrada na dodeli „MTV video muzičkih nagrada“ 1984. godine od kojih je osvojio tri: izbor gledalaca, najbolji nastup i najbolja koreografija, dok nije osvojio: najbolji koncept, najbolji spot muškog izvođača i spot godine.
Spot je proglašen nazvan najvećim spotom od strane Ve-Ha-1 televizije 2001. MTV ga je nazvao najvećim spotom svih vremena uvrstivši ga na listi „MTV: 100 najvećih spotova ikada“ 1999. Jula 2011, spot je ušao na listu trideset najboljih svih vremena koju je napravio časopis „Tajm“.

## Nastupi
Džekson je izvodio „Thriller“ na svim svojim svetskim turnejama. Od turneje „Dangerous“ albuma, drugu polovinu pesme je izvodio dubler a Džekson se za to vreme spremao za narednu tačku što je sve bilo deo iluzije na nastupu. Uprkos tome što je Džekson pevao mnoge pesme sa albuma „Thriller“, istoimena pesma nije izvođena tokom turneje grupe Džekson 5 1984. jer pevač nije bio zadovoljan načinom kako je ona zvučala uživo.
Džekson ju je na svojoj prvoj svetskoj turneji, „Bad“ albuma, izveo ukupno 123 puta. Na njegovoj drugoj turneji, prikazivane su iluzije između numera „Thriller“ i „Billie Jean“ u toku kojih bi Džeksona zamenio dubler. Dubler bi završio prvu pesmu da bi Džekson odjednom na drugom delu bine počeo izvoditi plesačku rutinu za „Billie Jean“. Ista taktika je primenjivana kod Džeksonove treće i poslednje turneje gde je samo kao naredna pesma izvođena „Beat It“, i to na 82 nastupa.
Džekson je trebalo da izvodi „Thriller“ na svojoj poslednjoj planiranoj seriji koncerata, „This Is It“, ali usled njegove smrti to se nije desilo. Nastup je bio zamišljen uz mnoge specijalne i trodimenzionalne efekte. Prema spisku, pesma je planirana da se izvede kao šesnaesta i poslednja na koncertima.

## Osoblje
| - Pisao i komponovao Rod Temperton - Producirao Kvinsi Džons - Majkl Džekson: solo i prateći vokali - Naracija: Vinsent Prajs - Greg Filingejns, Rod Temperton i Brajan Benks: sintesajzeri - Entoni Marineli: programer sintesajzera - Dejvid Vilijams: gitara | - Džeri Hej, Geri Grant: trube i flugelhorn - Leri Vilijams: saksofon i flauta - Bil Rajhenbah: trombon - Aranžirao vokale, ritam i sintesajzer Rod Temperton - Aranžirao trube Džeri Hej - Brus Kenon i Brus Svedijen: efekti |

## Plasmani na top-listama i sertifikacije
| Top-lista (1983-1984)                                          | Najviša pozicija |
| -------------------------------------------------------------- | ---------------- |
| Australija                                                     | 4                |
| Ultratop (Flandrija, Belgija)                                  | 1                |
| VRT Top 30 (Belgija)                                           | 1                |
| Kanada                                                         | 3                |
| Francuska                                                      | 1                |
| Nemačka                                                        | 9                |
| Republika Irska                                                | 4                |
| Top 40 (Holandija)                                             | 3                |
| Top 100 (Holandija)                                            | 4                |
| Novi Zeland                                                    | 6                |
| Španija                                                        | 1                |
| Švedska                                                        | 20               |
| Ujedinjeno Kraljevstvo                                         | 10               |
| Bilbord hot 100 (Sjedinjene Države)                            | 4                |
| Bilbordovi moderni hitovi (Sjedinjene Države)                  | 24               |
| Bilbordovi ritam i bluz i hip-hop singlovi (Sjedinjene Države) | 3                |
| Bilbordovi klupski dens singlovi (Sjedinjene Države)           | 1                |

| Top-lista (2005)              | Najviša pozicija |
| ----------------------------- | ---------------- |
| Bilbordovi digitalni singlovi | 2                |

| Top-lista (2006)    | Najviša pozicija |
| ------------------- | ---------------- |
| Francuska           | 35               |
| Nemačka             | 9                |
| Republika Irska     | 8                |
| Italija             | 5                |
| Top 100 (Holandija) | 34               |
| Španija             | 1                |
| Švajcarska          | 3                |

| Top-lista (2007)       | Najviša pozicija |
| ---------------------- | ---------------- |
| Kanada                 | 7                |
| Španija                | 20               |
| Ujedinjeno Kraljevstvo | 57               |

| Top-lista (2008)       | Najviša pozicija |
| ---------------------- | ---------------- |
| Austrija               | 55               |
| Norveška               | 13               |
| Švajcarska             | 53               |
| Ujedinjeno Kraljevstvo | 35               |

| Top-lista (2009)                 | Najviša pozicija |
| -------------------------------- | ---------------- |
| Australija                       | 3                |
| Austrija                         | 5                |
| Ultratop 50 (Flandrija, Belgija) | 3                |
| Ultratop 30 (Valonija, Belgija)  | 2                |
| Danska                           | 25               |
| Bilbordovi evropskih 100 hitova  | 16               |
| Finska                           | 11               |
| Francuska                        | 3                |
| Republika Irska                  | 8                |
| Italija                          | 2                |
| Japan                            | 41               |
| Top 100 (Holandija)              | 9                |
| Novi Zeland                      | 12               |
| Norveška                         | 7                |
| Španija                          | 1                |
| Švedska                          | 10               |
| Švajcarska                       | 3                |
| Ujedinjeno Kraljevstvo           | 12               |
| Bilbordove mobilne melodije      | 1                |

| Top-lista (2010)       | Najviša pozicija |
| ---------------------- | ---------------- |
| Španija                | 12               |
| Švajcarska             | 68               |
| Ujedinjeno Kraljevstvo | 68               |

| Top-lista (2012)              | Najviša pozicija |
| ----------------------------- | ---------------- |
| Francuska                     | 143              |
| Republika Irska               | 30               |
| Japan                         | 93               |
| Ujedinjeno Kraljevstvo        | 49               |
| Bilbordovi digitalni singlovi | 2                |
| Bilbordove mobilne melodije   | 1                |

### Prodaje i sertifikacije
| Zemlja                                  | Tiraž                                                                             | Prodaja                                                                                           |
| --------------------------------------- | --------------------------------------------------------------------------------- | ------------------------------------------------------------------------------------------------- |
| Australija                              | Dva puta platinasti                                                               | 140 hiljada                                                                                       |
| Kanada                                  | Platinasti                                                                        | 100 hiljada                                                                                       |
| Francuska                               | Platinasti                                                                        | 975 hiljada                                                                                       |
| Italija                                 | Platinasti                                                                        | 50 hiljada                                                                                        |
| Meksiko                                 | Zlatni                                                                            | 30 hiljada                                                                                        |
| Ujedinjeno Kraljevstvo                  | Srebrni                                                                           | 250 hiljada                                                                                       |
| Sjedinjene Države                       | Platinasti (fizičko izdanje) Zlatni (digitalno izdanje) Zlatni (mobilna melodija) | Milion (fizičko izdanje) 3 miliona 518 hiljada (digitalno izdanje) 500 hiljada (mobilna melodija) |
| Ukupan dostupan broj prodatih primeraka |                                                                                   | 6 miliona 563 hiljade                                                                             |

## Sadržaj
| - 7" singl' 1. -{„Thriller“ (special edit) – 4:37 2. „Things I Do for You“ (live)}- – 3:31 - 7" singl 1. -{„Thriller“ – 5:57 2. „Thriller“ (instrumental)}- – 5:57 - 12" maksi 1. -{„Thriller“ – 5:57 2. „Thriller“ (remixed short version) – 4:05 3. „Things I Do For You“ (live)}- – 3:31 | - CD singl 1. -{„Thriller“ (remixed short version) – 4:08 2. „Can't Get Outta The Rain“}- – 4:09 - Dvostruki disk singl CD 1. -{„Thriller“ (remixed short version) – 4:09 2. „Thriller“ (album version)}- – 5:58 DVD 1. – 13:40 |

## Literatura
Bibliografija
- Brooks, Darren (2002). Michael Jackson: An Exceptional Journey. Chrome Dreams. ISBN 978-1-84240-178-1.
- George, Nelson (2004). - Michael Jackson: The Ultimate Collection. booklet. Sony BMG.}-
- Grant, Adrian (2009). Michael Jackson: The Visual Documentary. Omnibus Press. ISBN 9781849382618.
- Taraborrelli, J. Randy (2004). The Magic and the Madness. Terra Alta, WV: Headline. ISBN 978-0-330-42005-1.
- Halstead, Craig (2003). Michael Jackson The Solo Years. On-Line Ltd. ISBN 978-0755200917.

## Spoljašnje veze
- Muzički spot na Majpleju

| Мајкл Џексон | Википројекат Мајкл ЏексонДео искључиво посвећен чланцима о Мајклу Џексону. |